# Csíkszentgyörgyi római katolikus vártemplom
A Csíkszentgyörgyi római katolikus vártemplom Alcsík egyik legszebb, méreteiben legnagyobb és legrégebbi gótikus temploma. Románia műemlékeinek hivatalos jegyzékében műemléképületként a HR-II-a-A-12778 sorszámon szerepel.

## Története
| „                                     | Magaslaton szépen fekvő temploma csinos gót izlésü épület, melynek csak is szentélye maradt meg eredeti alakjában, csúcsives ablakai hal-hólyag diszművezetükkel a késő gót korra utalnak; csúcsíves diadalíve és egyszerü gyámköveken nyugvó boltozata nagyon szép és bevégzett munkára mutatnak. Hajója egészen renaissance-stylbe van átidomitva. Hajdan erőditett keritése 1673-ban készült... | ” |
| – Orbán Balázs: A Székelyföld leírása | |   |

A csíkszentgyörgyi vártemplom 757 m magasságban látható a Fiság bal oldali teraszán.
Építési ideje 1336-ra tehető. A templomot az évszázadok során többször javították és nagyobbították, mai formáját a késő gótikus XV-XVI. századi átépítés során nyerte el.
A templomot övező lőréses cinteremfal feltehetően a 17. században épült. A védőfal többi része valamivel korábban, de ugyancsak a 17. században épülhetett.
A cinterem mai délkeleti, gótikus bejárata, formáit és díszítményeit tekintve a 19. század folyamán épülhetett. A torony barokk harangházát a 18. század folyamán, de talán a 19. század elején emelték. 1821-ben a hajó déli oldalához egy oldalszárnyat csatoltak, ugyanakkor a déli oldalbejárat kőkeretét a parókia felé nyíló ajtóba építették, a hajó nyugati csúcsíves ajtaját befalazták. A templom sekrestyéjét többször is módosították, acélgerendás boltozattal egészítették ki.

## Leírása
A régi templom a gótikus korban új formát kapott. Ebből a korból ma is épen áll a szentély csúcsíves ablakaival, csúcsíves diadalívével és egyszerű gyámköveken nyugvó boltozatával.
A keresztbordák négyzetekbe és három trianguláris zárókőbe futnak. A zárókövek lapjába sugárkörök vannak bevésve, a pajzsokba pedig évszámok festve. Valószínű, hogy a festések mögött címerképek voltak. Az apszis a nyolcszög három oldalával zárul.
A hajónak eredetileg lapos famennyezete volt. A mai barokk boltozat fölé nyúló régi oldalfalon a XVI. század elejéről származó freskómaradványok nyomai látszanak. Festett fakazettás mennyezete az 1661-es tatárbetörés alkalmával megsemmisült. A torony alatti bejáró, a sekrestyeajtó, a cinterem egyik ajtókerete leszelt ívű gótika hordozója. Mesteri faragású három kőablak-kerete van.
A mai templom északnyugati tájolású, támpillérekkel erősített, poligonális szentélyű épület. Északi falához sekrestye épült.
A hajó nyugati oldalához épített támpillér nélküli torony földszintjén szemöldökgyámos kerettel ellátott ajtó nyílik a toronyaljba. Innen a hajó felé valamikor szintén ajtó nyílott, de azt később elfalazták.
A torony kapualj fölötti két emeletét három irányban egy-egy lőrés töri át. Ezt az alsó részt a felsőtől erőteljes övpárkány választja el. A harmadik és negyedik emelet három oldalán egy-egy keskeny lőrés van. A torony ötödik emeletén elmosódottan bár, de jól kivehető négy elfalazott csúcsíves ablaknyílás.
A csíkszentgyörgyi torony lőréseinek az a jellegzetessége, hogy átmenetet képeznek a lőrés és a falba süllyesztett szuroköntők között, ugyanis alsó részük kifelé rézsűsen lejt és kissé szélesedik is. Ehhez hasonló lőréseket a Székelyföld egyetlen templomtornyán sem találhatunk.
A tornyot ma órapárkányos, bádog hagymasisak fedi. A hajó délnyugati és északnyugati sarkát egy-egy átlós támpillér erősíti. Déli oldalán egy utólag hozzátoldott mellékszárny áll, amelynek homlokzatán az 1821-es évszám látható. A déli, délkeleti és keleti oldalon egy-egy csúcsíves mérművel és középosztóval ellátott ablak található.
A hajó északi oldalán egymástól egyenlő távolságra három, az északnyugati saroktámmal azonos kivitelezésű, kettős vízvezetővel ellátott pillér áll.
A hajót fiókos dongaboltozat fedi. A szentélynek egy poligonális és három négyszögű szakaszból álló gótikus boltozata van.

## Templom belseje
A templom berendezéséből figyelemre méltó a 18. század közepén készült szószéke és az 1796-ból származó főoltára két szép faszoborral, de jelentősek barokk klenódiumai is.
Faragott szenteltvíztartója 1731-ben, orgonája 1865-ben készült, Kolonits István orgonaépítő 65. munkájaként.
A templom régi emléke még két feszület. Az egyik egy kis kereszt (pacificale) 1603 BED BZG felirattal. A négy sarkán levő domborművek Szent Györgyöt, a kereszten függő Krisztust, Szűz Máriát és Szent Jánost ábrázolják. A másik feszület a XVI. századból származik. Ezen a kereszt tövéből kinövő állványon Mária Magdolna és Szűz Mária szobra áll, a kereszt hátulján pedig a szenvedés, valamint a négy evangélista jelképei láthatók.

## Várfal
A templomot egy szabálytalan alaprajzú 2–3 m magas lőréses erődített kőfal veszi körül. A védőfal keleti oldalán kívül, egy négyszögű mélyedésben a következő felirat olvasható: 1673/VA: Ficz GK. Délkeleti sarkában a ma is használatos, újabb keletű fedett bejáró található. Ettől északra a falakon belül egy kis félköríves szentélyzáródású kápolna áll. A Rózsafüzér-kápolna szorosan kapcsolódik a templomhoz.
A védőfal délnyugati oldalán nyílik a másodlagosan elhelyezett szegmensíves záródású élszedett kerettel ellátott, a papilak felé vezető ajtó. A falakat kívülről zömök támpillérek erősítik. A lőrések megközelítőleg egyforma távolságra követik egymást, fülkéiket felül vastag tölgyfadeszkák zárják le.
Az északnyugati sarokban áll a cinterem bejáratát védő, kőből épült emeletes kaputorony, amely a védőfalak elkészülte után, utólag épült. Kapuja szegmensívvel zárul, az udvar felőli nyílását pedig a félköríves záródású élszedett kőkeret béleli, lábazati részén metszett M betűvel. Az emelet három oldalán fából készült kerettel egy-egy keskeny résablak található. Az ablak fülkéi befelé rézsűsen tágulnak. A kerítőfalat az udvar felé lejtő, cserepes félnyeregtető fedi.

## Kutatástörténete
A vártemplom kutatástörténetének kezdete a 19. századra nyúlik vissza. Benkő Károly feljegyzéseiben csupán a toronyórát és a cinteremfal feliratát említette. Orbán Balázs a templom építészeti stílusát és a várfal készítésének idejét is feljegyezte. 1929-ben Keöpeczi Sebestyén József a csíkrákosi és csíkszentgyörgyi vártemplomok közötti hasonlóságról írt. Szerinte mindkét templomot ugyanaz a mester építette, erre utalnak a hasonló kivitelezésű faragványok és díszítések.

## Búcsúja
A Szent György tiszteletére felszentelt plébániatemplom búcsúját április 25-én tartják.

## Külső hivatkozások
- Archimedia
- Hereditatum – online műemlék adatbázis[halott link]